# Котов, Павел Григорьевич (футболист)
Павел Григорьевич Котов (21 июня 1995, Дедовск, Московская область) — российский футболист, защитник клуба «Велес».

## Биография

### Клубная карьера
Павел Котов родился 21 июня 1995 года в городе Дедовск, Московская область. Является воспитанником московского ЦСКА. Единственный матч в составе «армейцев» провёл 24 сентября 2014 года в матче Кубка России 14/15 против дзержинского «Химика». По итогам сезона 2014/2015 был признан лучшим игроком молодёжной команды по мнению болельщиков, тем не менее, покинул клуб после завершения срока контракта. После ухода из ЦСКА перешёл в клуб ПФЛ «Нефтехимик». 1 августа 2016 года стал игроком литовского «Стумбраса», в составе которого принял участие в 6 матчах чемпионата Литвы. После возвращения из Литвы подумывал о завершении карьеры, однако родители и брат убедили не бросать футбол. Ездил к брату в США, где был на просмотре в клубе «Орландо Сити», но не прошёл в команду. Вернувшись в Россию, начал выступать за московский «Велес» в любительской лиге. Летом 2017 года подписал контракт с клубом «Строгино». 2019 году Павел Котов покинул футбольный клуб « Строгино », он был одним из самых профессиональных участников клуба, а так же выводил команду на игры с капитанской повязкой в 2017/2018 и 2018/2019 годах.  В 2021 стал крайним защитником клуба « Велес », провёл в Первенстве-ФНЛ Олимп 36 матчей. В 2024-году контракт был завершён, но Котову был предложен новый в футбольном клубе « Нефтехимик », на который согласился футболист.

### Карьера в сборной
Принимал участие в футбольных турнирах летней Универсиады 2017 и 2019 годов.

## Вне футбола
Принимал участие в съёмках фильма «Тренер» режиссёра Данилы Козловского, где сыграл роль одного из футболистов команды «Метеор».